# Valença do Piauí
Valença do Piauí est une municipalité brésilienne située dans l'État du Piauí.